# Обералеч (ледник)
Оберале́ч (нем. Oberaletschgletscher) — долинный ледник на южном склоне Бернских Альп в кантоне Вале, Швейцария.
Обералеч имеет длину 9 км, среднюю толщину до 1 км и площадь около 22 км² (по состоянию на 2000 год).
Система ледника Обералеч состоит из двух приблизительно равных рукавов. Восточный рукав берёт своё начало на юго-западном склоне горы Алечхорн на высоте приблизительно 3700 метров над уровнем моря, и соединяется с западным рукавом (Байхглетчер, нем. Beichgletscher) в долине у подножия Нестхорна. Далее ледник течёт в юго-восточном направлении к Большому Алечскому леднику, но не достигает его. Язык ледника заканчивается приблизительно на высоте 2150 м.
Во время малого ледникового периода в середине XIX века, ледник Обералеч был частью Большого Алечского ледника.

## Альпинизм
На высоте 2640 метров, над местом слияния двух рукавов ледника, расположена хижина Обералечхютте (нем. Oberaletschhütte) Швейцарского альпийского клуба, с 2005 года доступная альпинистам с помощью новой тропы от через Белальп.

## Всемирное наследие
В декабре 2001 года Верхний Алечский ледник, наряду с Большим Алечским ледником, был включён ЮНЕСКО в список Всемирного наследия в составе региона Юнгфрау-Алеч-Бичхорн.